# Typhlopinae
Sous-famille
Les Typhlopinae sont une sous-famille de serpents de la famille des Typhlopidae.

## Répartition
Les espèces des deux genres de cette sous-famille se rencontrent en Amérique et en Afrique de l'Ouest.

## Liste des genres
Selon The Reptile Database (20 avril 2014) :
- Amerotyphlops Hedges, Marion, Lipp, Marin & Vidal, 2014
- Typhlops Oppel, 1811

## Publication originale
- Merrem, 1820 : Versuch eines Systems der Amphibien I (Tentamen Systematis Amphibiorum). J. C. Krieger, Marburg, p. 1-191 (texte intégral).